# RSTコード

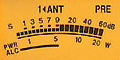
Sメータ上のS表示

RSTコードは無線通信、特にアマチュア無線における相手側の受信状況を報告する際のコードで、了解度（readability、R）、信号強度（signal strength、S）と電信での音調（tone、T）の3つからなる。
RSTコードを用いた報告をRS(T)レポート、あるいは単純にシグナルレポートと表現する。信号強度は本来主観値だが、現在では受信機の Sメータの読みが報告される場合が多い。了解度と音調は主観値を報告し、電話（音声通信）の場合は RS を、電信（モールス符号）の場合は RST を使用する。

## 歴史
RSTコードの歴史は古く、1934年にアマチュア無線の分野で使われ始めた
。
それ以前のアマチュア無線の世界では、QSAコードと呼ばれる１から5までの数値が受信報告のために用いられていた。
|  | QSA | 説明                                                                       |
|  | --- | -------------------------------------------------------------------------- |
|  | 1:  | ほとんど感じない、了解できない (Hardly perceptible, unreadable)            |
|  | 2:  | 弱い、時々了解できる (Weak, readable now and then)                         |
|  | 3:  | かなり強い、困難だが了解できる (Fairly good, readable but with difficulty) |
|  | 4:  | 強い、了解できる (Good, readable)                                          |
|  | 5:  | 非常に強い、完全に了解できる (Very good, perfectly readable)               |
元々これは受信した信号の強さを表現するために決められたものだったが、この当時は信号の強さと了解度とが混在した定義だった。信号は強いが混信や雑音等でよく聞き取れないようなケースをうまく表現できず、アマチュア無線局の増加で混信が増えた状況では受信状態を適切に表現することができない問題があった。受信した信号の音の大きさを1から9までの数値で表すRコードと呼ばれるコードも1925年から使われておりQSAコードと組み合わせて使われたため、混乱はさらに大きくなった。
このような状況の中、問題の解決のため当時商用局間で受信報告に使われていたトラフィック・フレーム・コード (Traffic Frame Code) と呼ばれる4ケタの数字を使用する提案が1934年8月に行われ、1934年10月にアマチュア向けのより単純なRSTコードの提案がQST誌上でアーサー・ブラーテン (Arthur M. Braaten、W2BSR) により行われた。この時の提案は了解度と信号強度をそれぞれ1から5までの数値、音調を1から9までの数値で表現するもので、信号強度のコードが現在より単純化されていた。これはすぐに変更され、それ以前にQSAコードと組み合わせて使われたRコードのように1から9までの数値で表す現在の形になった。
シンプルで分かりやすいRSTコードはすぐにアマチュア無線家の間で受け入れられた。提案の2年後に発行された1936年度版ARRLハンドブックには、アメリカ国内の受信報告のほとんどがRSTコードで行われるようになり国際的にも一般化しつつある、と記載されている。

## 了解度
了解度（R）は通信内容をどの程度了解できるかを表し、１から5までの数値で表現する
。
了解度はメリットと表現されることもある。
|  | R  | 説明                     |
|  | -- | ------------------------ |
|  | 1: | 了解できない             |
|  | 2: | かろうじて了解できる     |
|  | 3: | かなり困難だが了解できる |
|  | 4: | 事実上困難なく了解できる |
|  | 5: | 完全に了解できる         |

## 信号強度

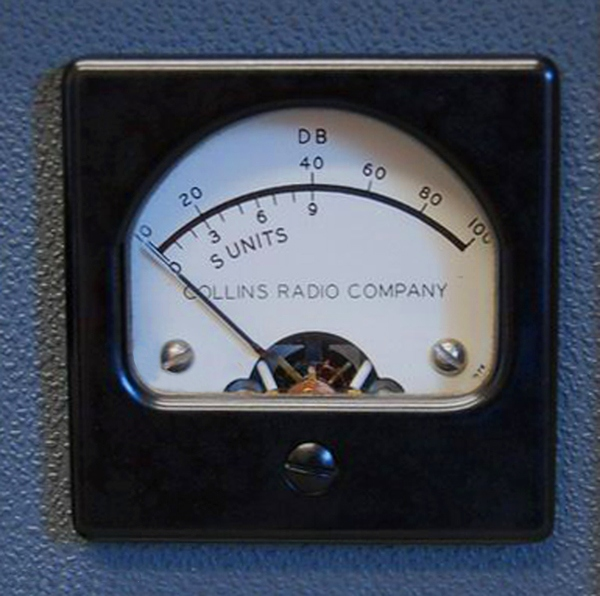
コリンズのSメータ

受信信号のレベルを表す信号強度（S）はどの程度の強さかを１から9までの数値で表現する。
|  | S  | 説明                           |
|  | -- | ------------------------------ |
|  | 1: | 微弱でかろうじて受信できる信号 |
|  | 2: | 大変弱い信号                   |
|  | 3: | 弱い信号                       |
|  | 4: | 弱いが受信容易な信号           |
|  | 5: | かなり適度な強さの信号         |
|  | 6: | 適度な強さの信号               |
|  | 7: | かなり強い信号                 |
|  | 8: | 強い信号                       |
|  | 9: | 非常に強い信号                 |
数値に定義が付されているように本来主観値であるが、現在では信号強度を表す受信機の Sメーター上の読みがそのまま報告されることが多い。
信号強度が 9 以上の場合、9+20dB などのように 9 以上の部分をデシベルで表現したり、あるいは単純に 9+ のように表現する場合がある。
異なる受信機間での Sメーターの読みが大きく違わないよう、国際アマチュア無線連合による Sメーター校正に関する勧告が1981年に合意されている。
S値の 1単位は 6dBと定義され、Sが 1 増えるごとに入力電圧比で 2 倍、電力比では 4 倍になる。また S9 表示時の受信機の入力電力はHF帯で -73 dBm、VHF/UHF帯では -93 dBmと定義されている。通信型受信機の標準的な入力インピーダンス 50オームでの入力電圧に換算すると、それぞれ 50μV、5μV に相当する。
Sメーターの歴史もRSTコードと同じぐらい古く、1935年3月に販売が始まったアメリカのNational HRO受信機にはすでにSメーターが使われており、1939年頃のNational HRO受信機はおおよそ50μVの入力電圧をS9として表示していた
。この受信機の各S値の差はおおよそ 4dBだったが、1940年代末には多くのメーカーで 6dBがS値の単位として使われた。しかし100μVをS9として表示する受信機も併存するなど、メーカーやモデルによりSメーターの読みが異なる混乱した状況が続いていた。
国際アマチュア無線連合のSメーター校正に関する勧告はこのような過去の経緯を反映した値が使われている。

## 音調
モールス符号を受信した時の音調（T、トーン）は、１から9までの数値で表現する。特に問題が無ければ 9 を報告するのが普通である。
|  | T  | 説明                                               |
|  | -- | -------------------------------------------------- |
|  | 1: | きわめて粗い音調                                   |
|  | 2: | たいへん粗い交流音で、音楽の感じは少しもしない音調 |
|  | 3: | 粗くて低い調子の交流音で、いくぶん音楽に近い音調   |
|  | 4: | いくらか粗い交流音で、かなり音楽に近い音調         |
|  | 5: | 音楽的に変調された音色                             |
|  | 6: | 変調された音、少しビューッという音を伴っている     |
|  | 7: | 直流に近い音で、少しリプルが残っている             |
|  | 8: | 良い直流音で、ほんのわずかリプルが感じられる       |
|  | 9: | 完全な直流                                         |
アメリカ合衆国 ARRL での音調の定義は次の通り。こちらがオリジナルだが、現在の版はより具体的な表現となっている。
|  | T  | 説明 (英語、1936年)                            | 説明 (英語、現在)                                          |
|  | -- | ---------------------------------------------- | ---------------------------------------------------------- |
|  | 1: | Extremely rough hissing note                   | Sixty cycle a.c or less, very rough and broad              |
|  | 2: | Very rough a.c. note, no trace of musicality   | Very rough a.c., very harsh and broad                      |
|  | 3: | Rough, low-pitched a.c. note, slightly musical | Rough a.c. tone, rectified but not filtered                |
|  | 4: | Rather rough a.c. note, moderately musical     | Rough note, some trace of filtering                        |
|  | 5: | Musically modulated note                       | Filtered rectified a.c. but strongly ripple-modulated      |
|  | 6: | Modulated note, slight trace of whistle        | Filtered tone, definite trace of ripple modulation         |
|  | 7: | Near d.c. note, smooth ripple                  | Near pure tone, trace of ripple modulation                 |
|  | 8: | Good d.c. note, just a trace of ripple         | Near perfect tone, slight trace of modulation              |
|  | 9: | Purest d.c. note                               | Perfect tone, no trace of ripple or modulation of any kind |

アマチュア無線で自作の送信機が多く使用されていた時代には、電源の性能などが悪く、リプルを含んだ音調の局があった。また無線通信の初期の時代には、十分に平滑されていない直流電源を使って、独特の音調で送信を行う電信局があり、音を聞くだけで局を区別できたと言われている。音調の定義は、これらの時代背景を反映したものになっている。

## 付加コード
あまり使われることはないが、電信での信号音の品質を表すための以下のコードが知られている。
- X	：水晶発振で制御された安定した音
- C	：チャープ(周波数の変化)がある音
- K	：キークリック音がある

RSTコードの最後に記号を追加し、"599K" のように使用する。

## RSQコード

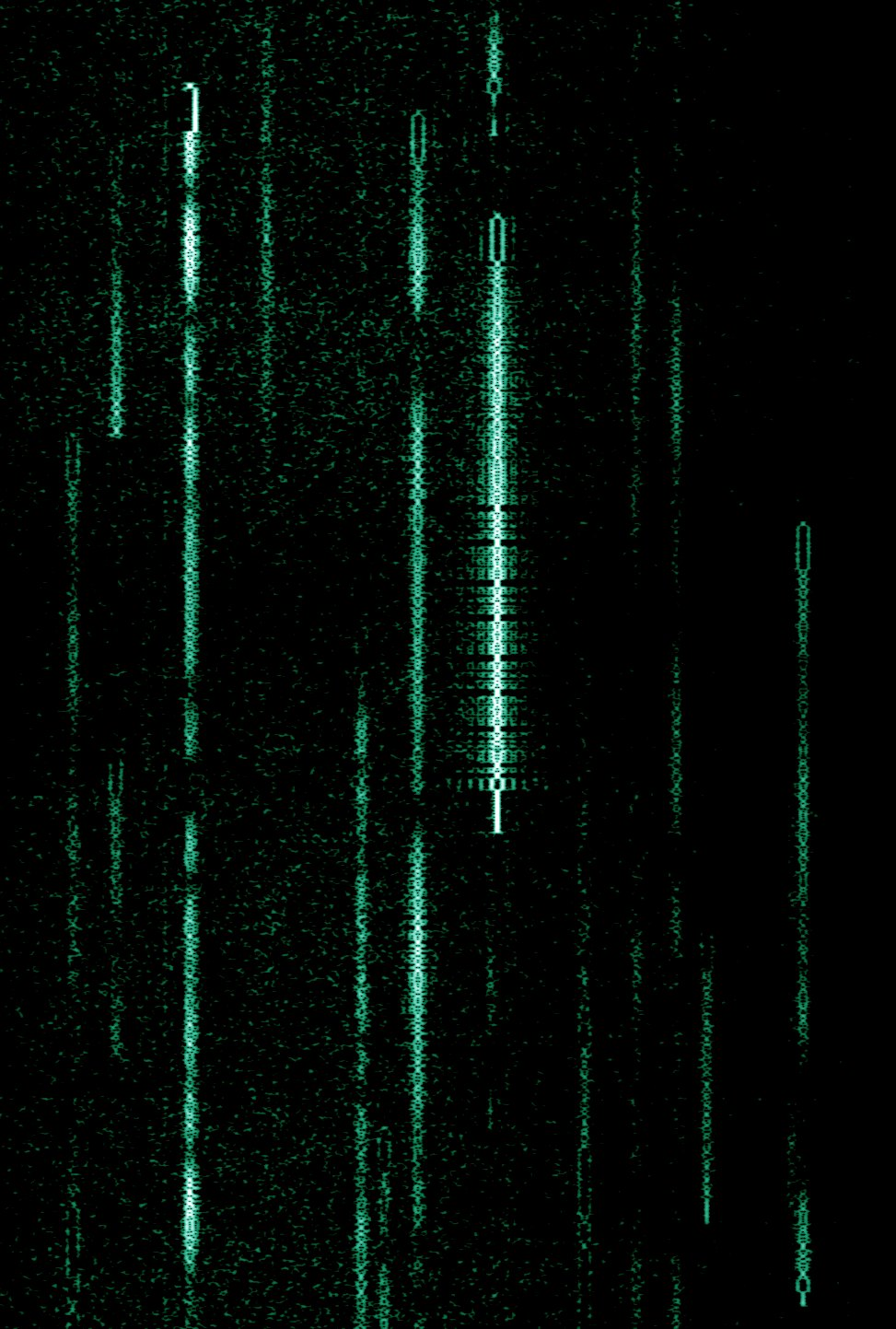
PSK31 のウォータフォール型
スペクトル表示

RSTコードは PSK31 に代表される短波デジタルモードにうまく適用できないため、RSQ（Readability Strength Quality）と呼ばれるコードが国際アマチュア無線連合（IARU)より勧告されている
。
RSQコードは以下のように定義されている

。
RSQ での了解度（readability）は読み取り可能なテキストの割合を示す。
|  | R  | %    | 説明                                                    |
|  | -- | ---- | ------------------------------------------------------- |
|  | 1: | 0 %  | Undecipherable                                          |
|  | 2: | 20%  | Occasional words distinguishable                        |
|  | 3: | 40%  | Considerable difficulty, many missed characters         |
|  | 4: | 80%  | Practically no difficulty, occasional missed characters |
|  | 5: | 95%+ | Perfectly readable                                      |
RSQ での強度（strength）は、Sメータ上の表示ではなく、多くの短波帯デジタルモード用のプログラムで表示されるウォータフォール型のスペクトル表示で読み取れる、ノイズに対する信号の強さを示す。
|  | S  | 説明 (英語)              |
|  | -- | ------------------------ |
|  | 1: | Barely perceptible trace |
|  | 3: | Weakv trace              |
|  | 5: | Moderate trace           |
|  | 7: | Strong trace             |
|  | 9: | Very strong trace        |
RSQ での品質（quality）はウォータフォール型の信号表示やスペクトル表示などでのスプリアス成分などから判断する。
|  | Q  | 説明 (英語)                            |
|  | -- | -------------------------------------- |
|  | 1: | Splatter over much of the spectrum     |
|  | 3: | Multiple visible pairs                 |
|  | 5: | One easily visible pair                |
|  | 7: | One barely visible pair                |
|  | 9: | Clean signal, no visible sidebar pairs |